# Poste restante (seriál)
Poste restante je český komediální televizní seriál z roku 2010 režiséra Karla Smyczka.

## Děj
Příběh se odehrává v Praze, do které přijede mladý hoch (Jaroušek) za prací na poště. Dobrovolně ukončil studium Vysoké školy ekonomické. V životě ho omezuje jeho panovačná matka, která chce, aby ukončil zaměstnání a šel zpět studovat. I tak to nemá lehké. Při roznášení dopisů ho okrade zloděj Kercl, kterého při honičce s policisty zajede tramvaj. Stane se z něj duch, který uvázne v tomto světě. Vidí ho pouze Jaroušek, který se má stát jeho dalším osudem. Svoje okradení mu sice odpustí, ale k vysvobození ducha to nestačí. Kercl disponuje telekinetickými schopnostmi a s Járou spolupracuje. Osvobodí ho od matky a Jarda se za to optá na Kerclovu situaci u kartářky. Verdikt naznačuje, že Kercl z tohoto světa neodejde, dokud se ohnuté nenarovná. Další děj tedy rovná ohnuté. Kercl s Jarouškem napravují a narovnávají mnohé křivdy, na které narážejí. Nakonec přijdou na křivdu, kterou spáchal Kercl. Opustil svou těhotnou ženu, kterou měl zabezpečit. Jeho rodina nemůže jeho dům zdědit, dokud nebude úředně mrtvý. Kercl se setkává se svou dcerou, o které neměl tušení a s jejím dopisem, kterým mu vyznala svou lásku. Ohnuté se narovná a Kercl zabezpečí svou rodinu...

## Herecké obsazení
- Jaroušek Vidím – Ondřej Pšenička
- Václav Kercl – Vladimír Javorský
- Jarouškova matka Marta Vidímová – Libuše Šafránková
- Jarouškův otec Karel Vidím – Arnošt Goldflam
- doručovatel František Purkrábek – Oldřich Navrátil
- Lída Rantlová – Jana Pidrmanová
- Ředitelka pošty Sadková – Taťjana Medvecká
- poštovní úřednice Alena Turková – Naďa Konvalinková
- poštovní úřednice Jiřina Bojanová – Dana Syslová
- poštovní úřednice Morávková – Simona Babčáková
- poštovní úřednice Pavla Soukenická – Klára Sedláčková-Oltová
- poštovní úřednice Veronika Sadková ml. – Veronika Petrová
- Jarouškova teta Marcela Kerclová – Lenka Vlasáková
- otec Lídy Burda – Svatopluk Skopal
- farář – Jan Hartl
- pojišťovák Richard Berka – Jaromír Nosek
- psychiatr Jiří Vízner – Zdeněk Žák
- vědma – Valentina Thielová
- paní Beránková – Jana Altmannová
- doc. Ludvík Rantl – Martin Stránský
- přítel Sadkové ml. Theodor – Jan Maléř
- přítel Kerclové Tonda – Pavel Nečas
- přítelkyně Berky – Anna Kulovaná
- herečka Monika Jírová – Miluše Bittnerová

## Epizody
- 1. díl – Velkoměsto
- 2. díl – Pan Kercl
- 3. díl – Zloději a loupežníci
- 4. díl – Láska na dobírku
- 5. díl – Přepadení
- 6. díl – Zase doma
- 7. díl – Poste restante

## Tvůrci
- Námět – Marek Epstein
- Scénář – Marek Epstein, Jan Gogola
- Hudba – Marek Eben
- Hudbu nahráli – Bratři Ebenové
- Mix hudby – Martin Jílek
- Architekt – Milan Býček
- Zvuk – Vladimír Nahodil
- Režie – Karel Smyczek